# Belgique aux Jeux olympiques d'été de 1984
La Belgique participe aux Jeux olympiques d'été de 1984 à Los Angeles aux États-Unis. 63 athlètes belges, 47 hommes et 13 femmes, ont participé à 48 compétitions dans 14 sports. Ils y ont obtenu 4 médailles : 1 d'or, 1 d'argent et 2 de bronze.

## Médaillés
| Or     | Cyclisme | Course aux points hommes | Roger Ilegems                     |
| Argent | Aviron   | Deux de couple           | Dirk Crois et Pierre-Marie Deloof |
| Bronze | Aviron   | Skiff                    | Ann Haesebrouck                   |
| Bronze | Natation | 200 mètres brasse femmes | Ingrid Lempereur                  |